# SCV31
Galaxy S6 edge SCV31（ギャラクシー エスシックス エッジ エスシーブイ サンイチ）は、韓国のサムスン電子（輸入元：サムスン・テレコミュニケーションズ・ジャパン）によって日本国内向けに開発された、auブランドを展開するKDDIおよび沖縄セルラー電話の第3.9世代移動通信システム（au 4G LTE/au VoLTE）、第4世代移動通信システム（au 4G LTE CA/WiMAX2+）対応スマートフォンである。

## 概要
GALAXY S5 SCL23の後継機種で、今回は筺体の両側に曲面ディスプレイを搭載している。
通常の利用時にはデュアルエッジスクリーン部分も含めた全体でアプリが表示される。なお、既存のGALAXY Note Edge SCL24のエッジスクリーンではアプリランチャーなどに割り当てられていたのに対し、当機種のデュアルエッジスクリーンにはアプリランチャー機能は非搭載となる。 
他にも、日本独自機能としてワンセグ・フルセグ・おサイフケータイに加え、au版のGalaxyシリーズでは初となるおくだけ充電（Qi）、およびau VoLTEのサービスにも対応している。これに伴い、日本国内での3G（CDMA2000 1x）エリアによる音声通話（CDMA2000 1xRTT）、およびデータ通信（1xEV-DO Rel.0/Rev.A/MC-Rev.A）にはそれぞれ非対応となる。
VoLTEに対応するため、既存ユーザーはau ICカードをau nano IC Card (4G LTE)からau Nano IC Card 04(VoLTE)に交換する事が必要となる。
ストレージ容量は64GBモデルと32GBモデルの2種類から選択することが可能となっている。
SCL24同様、防水・防塵性能は装備されていない。
キャッチコピーは「NEXT IS NOW 美しさが、時代を創る。」。

## その他機能
※PC向けWebブラウザが標準装備されている。携帯向けサイト(EZWeb)は他のスマートフォンやPCと同じく閲覧不可。
| 主な機能・対応サービス                                                  | 主な機能・対応サービス                               | 主な機能・対応サービス              | 主な機能・対応サービス         |
| ----------------------------------------------------------------------- | ---------------------------------------------------- | ----------------------------------- | ------------------------------ |
| auウィジェット Webブラウザ                                              | LISMO! for Android （ハイレゾ音源対応版） LISMO WAVE | おサイフケータイ NFC おくだけ充電   | ワンセグ フルセグ DLNA/DTCP-IP |
| au one メール PCメール Gmail EZwebメール                                | デコレーションメール デコレーションアニメ            | Friends Note                        | PCドキュメント                 |
| au Smart Sports Run & Walk Karada Manager ゴルフ(web版) Fitness、歩数計 | GPS 方位計                                           | au oneナビウォーク au one助手席ナビ | au one ニュースEX au one GREE  |
| かんたんメニュー じぶん銀行                                             | 緊急速報メール                                       | Bluetooth                           | 無線LAN機能 (Wi-Fi)            |
| 赤外線通信                                                              | au VoLTE WIN HIGH SPEED au 4G LTE WiMAX2+            | グローバルパスポート                | auフェムトセル                 |
| microSD microSDHC microSDXC                                             | モーションセンサー(6軸)                              | 防水 防塵                           | 簡易留守録 着信拒否設定        |

- 安心セキュリティパックはフル対応

## 歴史
- 2015年3月1日（現地時間） - スペイン・バルセロナの携帯電話展示会「Mobile World Congress 2015」にてサムスン電子よりグローバルモデル発表。この時点で日本国内での販売も予告されていた[8]。
- 2015年4月8日 - KDDI、およびサムスン・テレコミュニケーションズ・ジャパンより公式発表。
- 2015年4月23日 - 日本全国にて一斉発売。
- 2016年5月19日 - Android 6.0.1へアップデート開始。

## アップデート・不具合など
2015年5月18日のアップデート
- 700MHz帯周波数(Band 28)への対応とauシェアリンク機能に対応する。
- ビルド番号がLRX22G.SCV31KDU1AOE1になる。

2015年5月27日のアップデート
- 通話品質の劣化に関する修正を行う。
- ビルド番号がLRX22G.SCV31KDU1AOE2になる。